# Пронін Олександр Михайлович
Олександр Михайлович Пронін (нар. 7 серпня 1948, Чернівецька область, УРСР) — радянський футболіст, воротар. Професійну кар'єру гравця провів у чернівецькій «Буковині», де є одним з рекордсменів за кількістю зіграних матчів серед голкіперів.

## Життєпис
Вихованець буковинського футболу, в 1965 році дебютував у «Класі Б» (друга союзна ліга) в складі чернівецької «Буковини», кольори якої захищав до завершення сезону 1977 року. У 1968 році став з чернівецькою командою срібним призером чемпіонату УРСР. У 1972 році був призваний на службу в збройні сили, де по направленню потрапив в спортивний клуб армії міста Луцьк. У складі «армійців» перебував протягом року, після чого повернувся в рідну «Буковину». У буковинській команді виступав протягом 12 сезонів та конкурував з такими воротарями, як: Чоба Кахлик та Володимир Нікітін. Всього за «Буковину» провів близько 200 офіційних матчів та став одним з рекордсменів по цьому показнику серед голкіперів. У 1984 році працював начальником рідної команди.

## Досягнення
- Чемпіонат УРСР
  -  Срібний призер (1): 1968